# Pond Inlet
Pond Inlet é um povoado inuíte localizado no norte da ilha de Baffin, Nunavut, Canadá. Segundo censo de 2016, havia 1 617 residentes.